# Jeollabuk-do
Jeollabuk-do (hangul = 전북특별자치도, hanja = 全 罗 北 道, rr = , mr = Chŏllapuk-to) és una província del sud-oest de Corea del Sud. La província es va formar el 1896, a partir de la meitat nord de l'antiga província coreana de Jeolla. La capital és Jeonju, ciutat que era la capital de la província de Jeolla abans del 1896.

## Geografia
La província forma part de la regió de Honam, i limita a l'oest amb el mar Groc, al nord amb Chungcheong, al sud amb Jeollanam-do, i a l'est amb Gyeongsangbuk-do i amb Gyeongsangnam-do. La serralada Noryeong divideix la província en dues meitats, la meitat oriental és un altiplà, mentre que la meitat occidental és una plana. Per la plana occidental discorren quatre rius: Somjin, Mankyong, Tongjin i Geum.

## Recursos
La plana occidental de la província és un dels majors graners de Corea del Sud. A més de l'arròs, els cultius de major importància són de cotó, d'ordi, de cànem i de la morera de paper (Broussonetia papyri), que es fa servir per fabricar les portes corredisses tradicionals.
En l'altiplà oriental predomina la ramaderia.

## Transport i indústria
En els anys 1960, es va construir l'autopista Honam, el que va propiciar l'aparició d'un cinturó industrial, connectant les ciutats d'Iri (actualment coneguda com a Iksan) i Gunsan (ciutat portuària) amb Jeonju, la capital provincial.

## Divisió administrativa
Es divideix en 6 ciutats (Si o Shi) i en 8 comtats (Gun). A continuació, s'enumeren els noms en alfabet llatí, hangul i hanja.

### Ciutats
- Jeonju (전주시; 全 州市-la capital de la província).
- Gimje (김제시; 金堤 市).
- Gunsan (군산시; 群山 市).
- Iksan (익산시; 益 山 市).
- Jeongeup (정읍시; 井 邑 市).
- Namwon (남원시; 南 原 市).